# Rondebosch

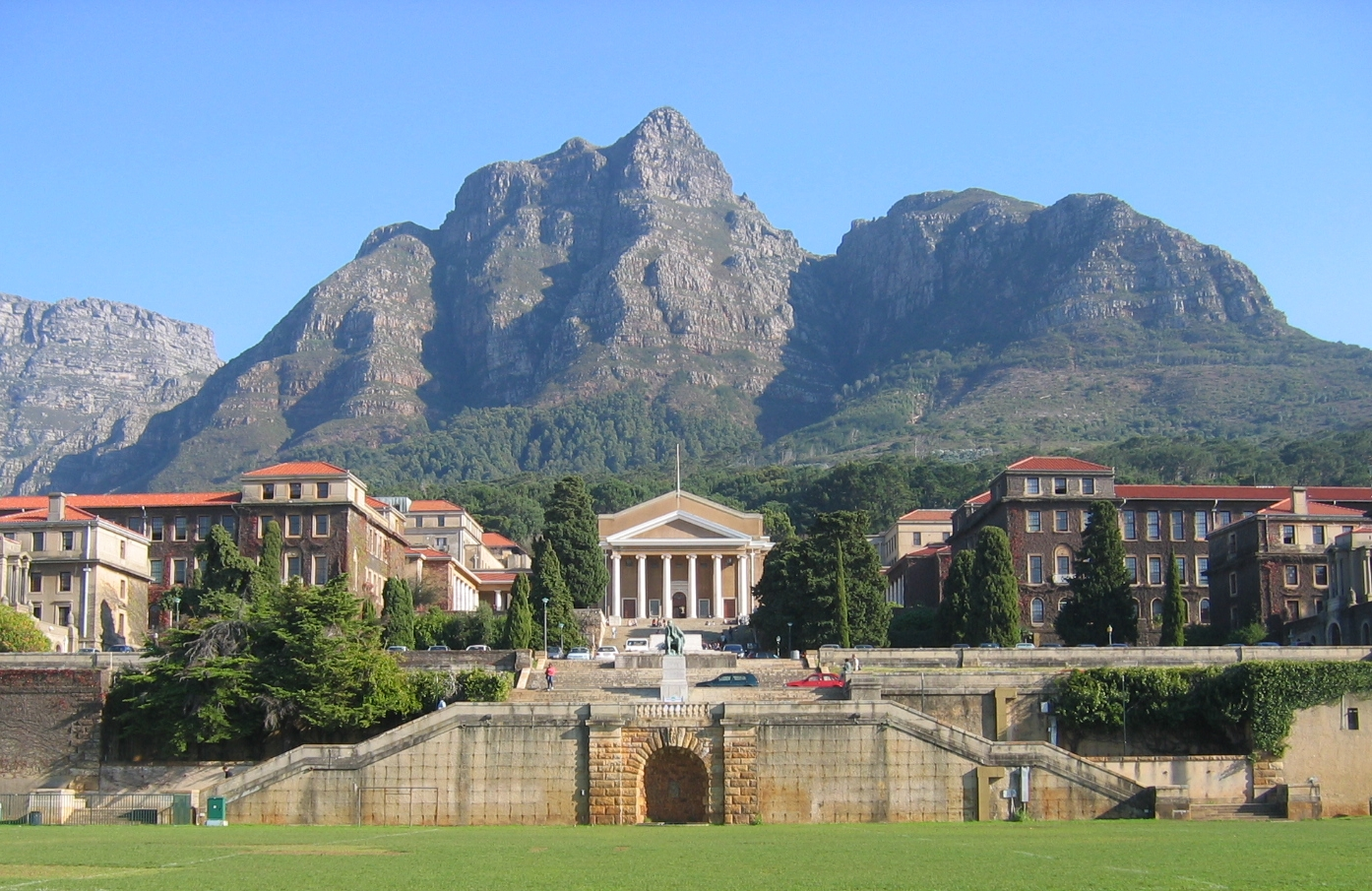
Het hoofdgebouw van de Universiteit van Kaapstad

Rondebosch is een voorstad van Kaapstad met bijna 15.000 inwoners. De plaats ligt aan de zuidkant van Kaapstad en is vooral in trek bij de Engelstalige blanke inwoners van de hoofdstad van de provincie Westkaap. Het is de plek waar de Universiteit van Kaapstad is gevestigd.